# ابو بکیر ایش
ابو بکیر ایش (انگلیسی: Ebu Bekir Is؛ زادهٔ ۱ اکتبر ۲۰۰۸) بازیکن فوتبال اهل آلمان است که در حال حاضر برای آینتراخت فرانکفورت در پست هافبک بازی می‌کند.
وی همچنین در تیم‌های ملی فوتبال زیر ۱۶ سال و زیر ۱۷ سال آلمان بازی کرده است.